# Alting ligner glas der knaser
Alting ligner glas der knaser er en dansk børnefilm fra 2016 instrueret af Thomas Elley.

## Handling
Albert bliver smidt ud af sin mor, der forsøger at sætte en grænse for hans misbrug. Albert er nu overladt til sig selv i en tilværelse, hvor forskellen på rus og virkelighed ikke er helt tydelig. Han opsøger sin eks-kæreste som sidste udvej, men tvinger sig selv til at brænde den bro også.

## Medvirkende
- Lasse Stage, Albert
- Jane Rohde Olesen, Mor
- Siff Andersson, Karen